# Polynema nigriceps
Polynema nigriceps är en stekelart som beskrevs av Soyka 1956. Polynema nigriceps ingår i släktet Polynema och familjen dvärgsteklar.
Artens utbredningsområde är Finland. Inga underarter finns listade i Catalogue of Life.